# Manzanera (Teruel)
Manzanera ist eine spanische Gemeinde (municipio) mit 539 Einwohnern (Stand: 2024) im Südosten der Provinz Teruel in der Autonomen Gemeinschaft Aragonien. 

## Lage
Manzanera liegt knapp 39 Kilometer (Fahrtstrecke) südöstlich der Provinzhauptstadt Teruel im Bergland der Sierra de Gúdar in einer Höhe von ca. 995 m. 

## Bevölkerungsentwicklung
| Jahr      | 1960 | 1970 | 1981 | 1991 | 2006 | 2011 | 2021 |
| Einwohner | 1485 | 1050 | 575  | 490  | 464  | 563  | 528  |

Die höchsten Einwohnerzahlen seiner Geschichte (knapp 3.000) verzeichnete Manzanera in der ersten Hälfte des 20. Jahrhunderts.

## Wirtschaft
Landwirtschaft und Tourismus (im Winter auch Skitourismus) sind die Haupteinnahmequellen des Ortes. Für die umliegenden Einzelgehöfte und kleinen Dörfer ist er ein wichtiges Handwerks- und Handelszentrum.

## Sehenswürdigkeiten

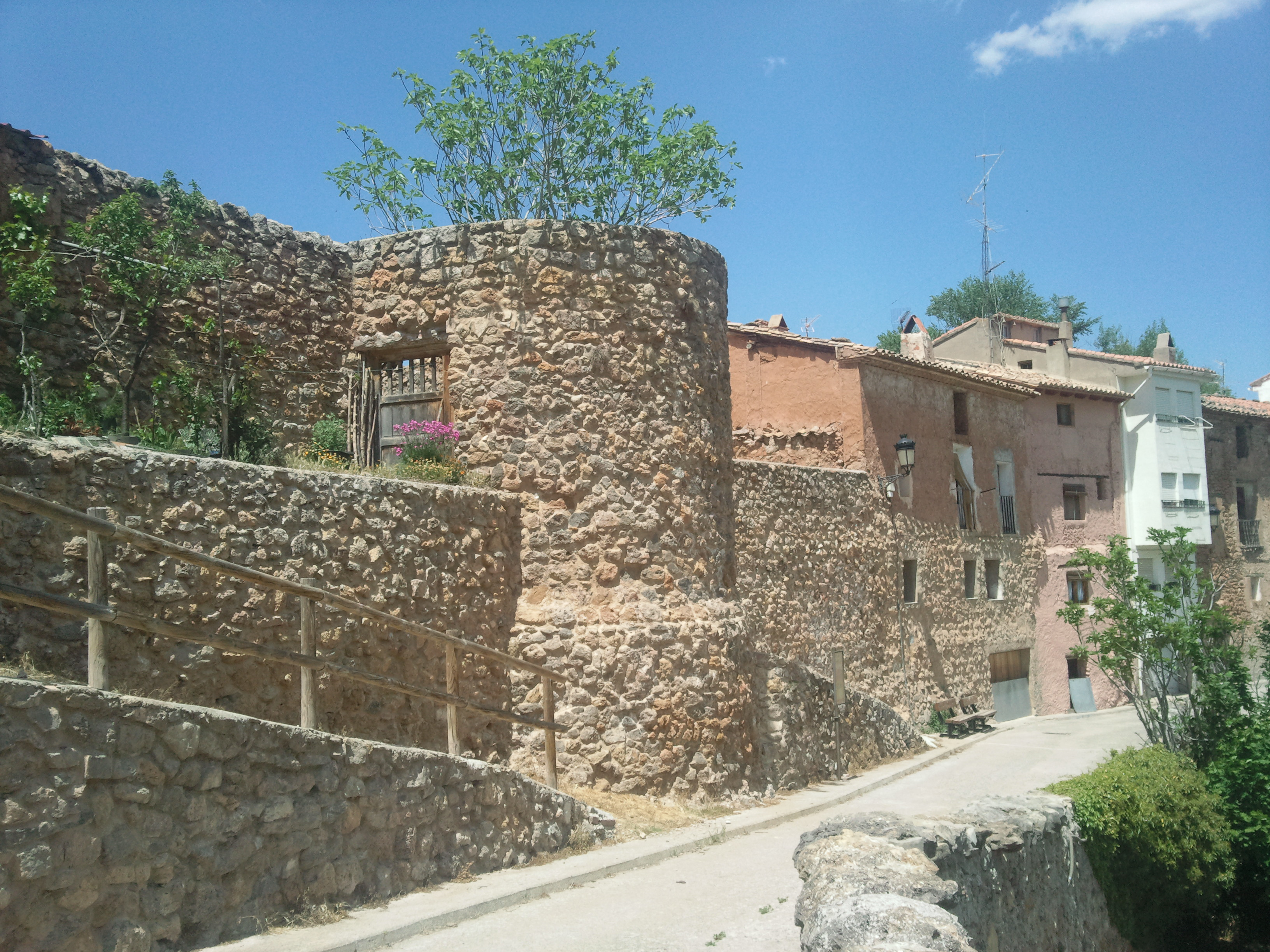
Burgruine
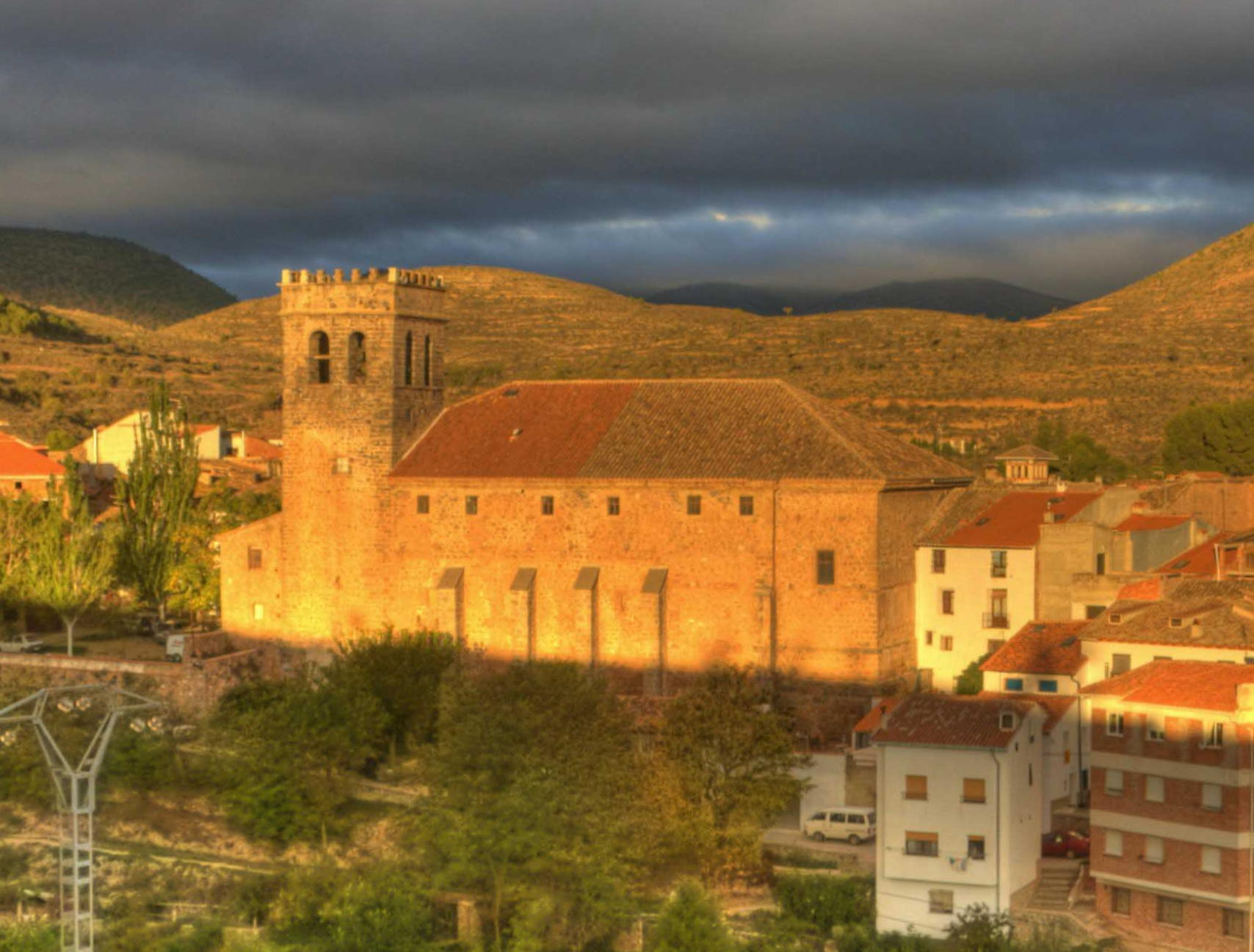
Salvatorkirche
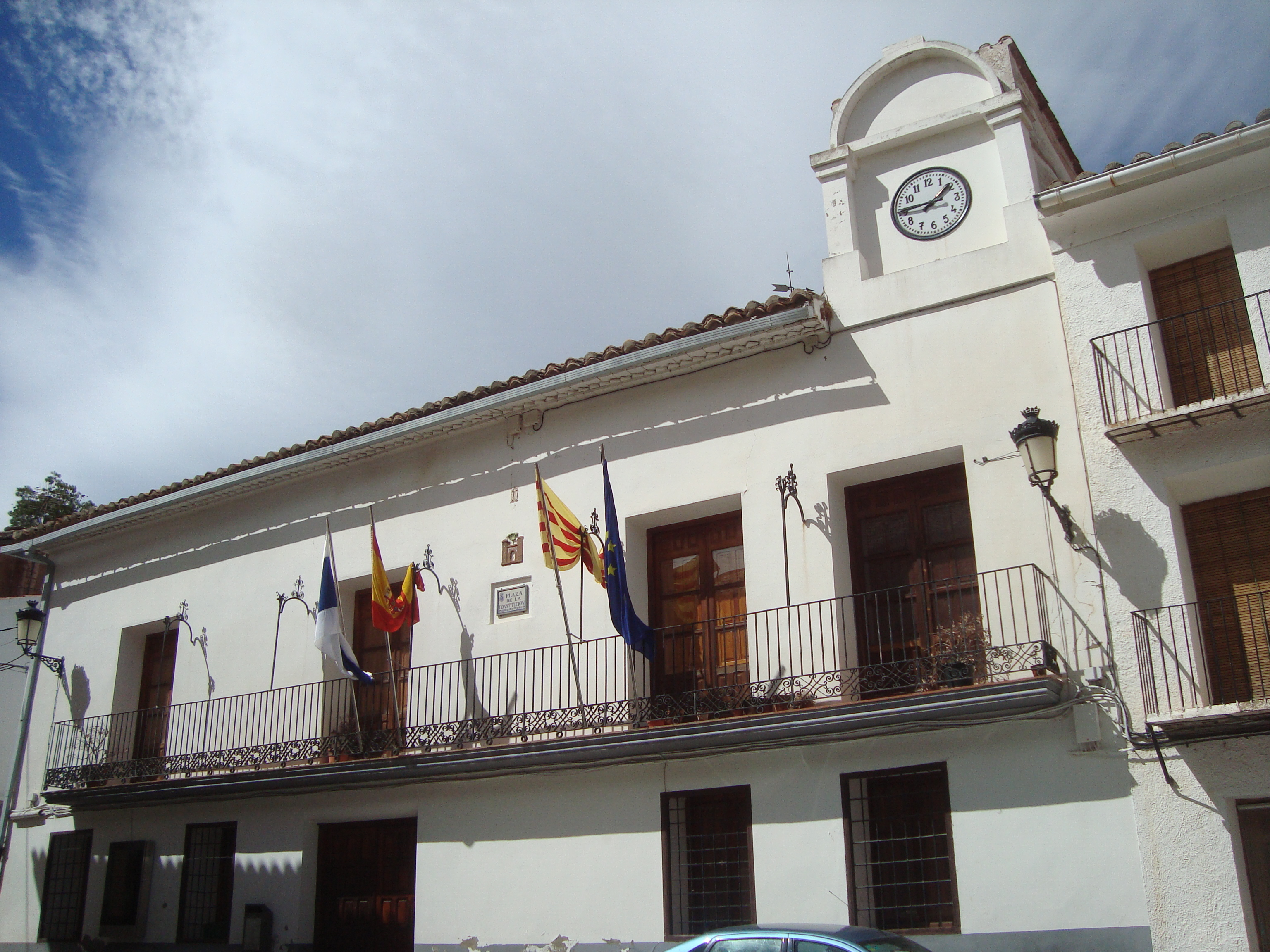
Rathaus

- Burgruine
- Salvatorkirche
- Rathaus